# フロリダ久美
フロリダ 久美（フロリダ くみ、1978年〈昭和53年〉10月18日 - ）は、日本の女性ラジオパーソナリティ・作家・子供英会話講師・夢実現講師・文化人。神奈川県厚木市出身。
神奈川県立伊志田高等学校卒業。パールハーバープロダクション所属。

## 活動・経歴

### 2017年
12月、応募作品『☆夢マラソン☆フロリダ往復☆地球の裏より二十五年の挑戦は続く』が、第7回クリエイティブメディア出版 出版大賞 優秀賞受賞。

### 2018年
日本での活動は同年8月から開始した。
同年8月11日の新月に、子供2人の2年間の日本留学目的で一時帰国。当初、その2年間は、小・中・高で「夢は必ず叶う」という講演活動をしていた。

### 2019年
同年10月18日、本人の誕生日に著作「人生は夢マラソン」が書籍化されて正式に出版された。
12月、著作「SUN 光・自然とソーシャルダンス」(近日リリース予定)が、第8回クリエイティブメディア出版 出版大賞 優秀賞受賞。

### 2020年
1月9日木曜日、FMカオン「県央ラジオ842」にて、木曜日担当のレギュラー、ラジオパーソナリティとしてデビュー(※注釈 1)。
同年1月の書店有隣堂の文芸部門にて、著作「人生は夢マラソン」が5週連続1位の快挙。
同年4月 コロナ禍による緊急事態宣言により、日本在住継続を決意。
同年5月4日月曜日、FMカオン「日米リアルライフ」のレギュラー出演開始。「日米リアルライフ」は、年内いっぱい平日の朝7時から15分間(再放送 12時〜12時15分)の番組出演を続けた。
同年5月7日木曜日、FMカオン「ホッとタイム」にて、木曜日担当のレギュラーラジオパーソナリティに着任。以後、「県央ラジオ 842」の木曜日担当と併せて活動していく。

### 2021年
11月、第54回寒川神社写真展にて、読売 Palette 賞受賞。
子供英会話講師を始める。

### 2022年
11月、第55回寒川神社写真展にて、ベイエフエム賞受賞。

### 2023年
4月、神奈川県内の高校で久しぶりの講演。
11月、第56回寒川神社写真展にて、ジェイコム湘南・神奈川賞受賞。

### 2024年
8月1日木曜日夜、FMカオン「笠原涼二と森脇和成の爆走劇場-今夜は俺らについてこい」にアシスタント担当としてレギュラー出演開始。

## 人物
- ラジオパーソナリティという存在を知ったきっかけ、そして、それ以降に憧れるきっかけとなったのは、1991年の映画「波の数だけ抱きしめて」(主演:中山美穂)だった[3][17][18][19]。
- 1994年初夏、登校拒否中に江ノ電鎌倉高校前駅ホームのベンチに座って見た相模湾の前で、日本脱出を誓う[2][3][20]。
- 高校時代、2週間のホームステイプログラムを利用して、ロサンゼルス郊外を訪問した[2][21]。
- 高校時代はルーズソックスが全盛期を迎えており、本人もルーズソックスを愛用していた[22]。
- 渡米前直前まで、小田急沿線駅でのマクドナルドや各所にて、渡米のための資金作りを目的としたアルバイトを複数経験した。なお、当時のマクドナルドの時給は650円であった[3][21]。
- 21歳で、米国フロリダ州のウォルト・ディズニー・ワールドに就職[2]。2001年9月11日、ちょうど勤務日であった日にアメリカ同時多発テロが発生。予測のつかない未曾有の大規模テロに、国内各地マスコミや情報元から入る「次は人が集まる場所が標的」といったアナウンスにより場内も大パニックに陥った。フロリダ久美は、当時インフォメーション担当だった為、敷地内の無数の入場者たちを避難誘導する。入場者が避難した後、あまりの恐怖で号泣しながら過ごしていた経験がある[23]。
- フロリダ久美は、もともとペンネームだった[3][24]。
- ニックネームは、「くみくみ」である[7]。
- バイリンガル子育てをする2児の母。毎朝4時起きの部活弁当作りに励むアスリートママである[25][26][27]。
- フロリダ時代は、ウォルトディズニー社が創った街セレブレーションの中心街から徒歩5分にあるダウンタウンエリアに住んでいた[3][28][29][30]。
- 2004年 8月に米国フロリダ州に甚大な被害をもたらしたハリケーン(チャーリー)被災者である。落雷による全家電の故障、家屋の屋根が「吹っ飛んで」大破。以後、プチホームレスを経験する[3][31]。フロリダ州はハリケーン上陸回数が米国内でも最多地域であり、2017年のハリケーン・イルマについては、当時の現地状況を伝える貴重な写真も残されている[3][31]。

- 29歳の時、長男の妊娠をきっかけに専業主婦・バイリンガル子育てに専念する決意をし、39歳までの10年間は、離乳食からパン作りまでのほとんどを手作りにした[3][32]。
- 健康オタク。毎朝4時起き、白湯を飲む生活は15年以上。足ツボ健康法は20歳頃から続けている。近年は、毎朝の日課は、お灸[33]。
- 幼稚園・小学校は、水泳を習っていた。(そのうち1年はアーティスティックスイミング(シンクロ))[3]歴8年。
- 小・中学校時代は、ピアノを習っていた。合宿コンクールではピアノ担当。(歴6年)なお、フロリダ在住中はジム・ブリックマン(pf)を愛聴していた[34]。
- 中学校3年間と高校2年 1 学期までは陸上部。ピアノから陸上への転身のきっかけは、「クラスの男子より速く走れたから」[34]。
- 中2の1学期まで、英語の小文字が書けなかった。英語の成績についてのエピソードは、ラジオや講演でよく話すネタ[3][35]。
- 10代の時、実家で幽体離脱を1度経験した事がある[36]。
- じいちゃん・ばあちゃん子である。「強運のポイントはご先祖様に感謝すること」との信条から、2018年8月の日本帰国より、ラジオ生放送や子供達のイベントと重ならない限り、毎月7日の月命日には必ずお墓参りへ行く[37]。
- 「8」に強い縁がある。フロリダ久美の誕生日が 1978年10月18日。日本への帰国日が 2018年8月11日。米国普通運転免許証から、日本国普通運転免許証への切替日も8月8日。FMカオンで担当している寒川町は、八方除で有名な寒川神社がある。2024年8月1日に FMカオンでスタートした「笠原涼二と森脇和成の爆走劇場-今夜は俺らについてこい」のレギュラーメンバー笠原、森脇、アシスタント担当であるフロリダ久美の3人と、番組ミキサー担当彩ちゃんの誕生日には8が関連しており、番組内でも話題として挙げられた事がある[15]。

## 趣味・特技

### 旅行
- 一般旅行業務取扱主任者取得済み[3][38]。
- 世界中のハードロックカフェ巡りをしており、2024年11月現在86箇所制覇済み[39]。また、1998年よりハードロックカフェピンバッチコレクターであり、既に約30年の収集歴にのぼる[40]。
- 乗り鉄である。10代の時、渡米を決意した江ノ電鎌倉高校前駅から、鉄道とのご縁が続いている。成人後、訪日外国人旅行対象のパスである新幹線「Japan レールパス」を使って日本列島縦断旅行を 2016 年に実行[3][41]。小田急線の駅スタンプラリーについては 2021年11月27日開始から丸3年後の2024年11月26日に完了した。なお、小田急本線だけでなく、小田急江ノ島線、小田急多摩線を含む全70駅を下車した[42][43][26]。2024年夏、「青春18きっぷ」を使って鈍行で長女と神奈川県から福岡県まで旅行をした[44]。

- 旅行のかたわら、灯台[45]、マンホール[46]、外食先の撮影コレクションも行っている[10][47]。

### 散歩
- 山手線一周、夜通し歩いた経験。余暇をみては散歩に出掛けている。

### アンティーク
- アメリカ・ファイヤーキングコレクター(歴約 25 年)[10][48]。

### 温泉・ヨガ・お灸・お香好き
2024年春からヨガを始めた。また、以前から毎朝のお灸を日課にしている。お香は専門店に行くくらい好き。

### ネイル
デザイン、施術共に自ら実施出来る。腕前はプロ級。

### 好きな映画
- ネバーエンディング・ストーリー(1984年)、
- 波の数だけ抱きしめて(1991年)、
- パ★テ★オ(1992年)、
- マディソン郡の橋(1995年)[52]、
- 君の名は。(2016年)、
- あの花が咲く丘で、君とまた出会えたら。(2023年)

### 好きな音楽
- クラシック、Every Little Thing、いきものがかり、福山雅治、など。

### 好きな作家
銀色夏生、相田みつを(※注釈 2)

## 受賞歴
- 第7回クリエイティブメディア出版 出版大賞 優勝賞受賞 - 「☆夢マラソン☆フロリダ往復☆地球の裏より二十五年の挑戦は続く」[2][3][4]
- 第8回クリエイティブメディア出版 出版大賞 優勝賞受賞 - 「SUN 光・自然とソーシャルダンス」[5]
- 2021年・2022年・2023年 秋 寒川神社写真展3年連続入賞[12][14]

## 活動歴

### メディア:(情報誌・新聞掲載)
- 2018年2月 - タウンニュース(厚木版)
- 2019年1月3日 - 毎日新聞(都内版)新年の抱負
- 2019年12月 - 読売新聞・朝刊
- 2020年1月3日 - 毎日新聞(都内版)新年の抱負
- 2020年2月 - タウンニュース(厚木版)
- 2020年5月 - 神奈川新聞・朝刊
- 2021年1月3日 - 毎日新聞(都内・千葉・神奈川) 新年の抱負
- 2022年1月3日 - 毎日新聞(都内・千葉・神奈川) 新年の抱負
- 2022年12月27日 - NHK 横浜放送局 海・自然・歴史・人...#わたしの鎌倉その思い 掲載[53]
- 2023年1月1日 - 毎日新聞(都内・千葉) 新年の抱負
- 2023年1月3日 - 毎日新聞(神奈川) 新年の抱負
- 2024年1月1日 - 毎日新聞(都内版) 新年の抱負
- 2024年1月3日 - 毎日新聞(千葉・神奈川) 新年の抱負
- 2024年1月17日 - 毎日新聞(都内版) 新春のご挨拶

### メディア(ラジオ・ゲスト出演)
- 2018年11月16日、鎌倉エフエム シーサイドカフェ828 生放送
- 2019年1月22日&29日、鎌倉エフエム ユイガドクソング
- 2019年2月8日、FMカオン ホッ!とタイム 生放送
- 2019年3月17日&24日、ラジオ放送局 ゆめのたね キャプテン久美の時空間ダイブ
- 2019年4月2日&9日、鎌倉エフエム ユイガドクソング
- 2019年5月10日、FMカオン ホッと!タイム 生放送
- 2019年6月20日、鎌倉エフエム シーサイドカフェ 828 生放送
- 2019年10月18日、鎌倉エフエム シーサイドカフェ 828 生放送
- 2019年11月19日&26日、鎌倉エフエム ユイガドクソング
- 2019年12月17日&24日鎌倉、鎌倉エフエム ユイガドクソング
- 2020年2月8日&15日、鎌倉エフエム シーサイドアベニュ
- 2020年3月22日&29日、FM おだわら C`mon Everybody

### メディア(ラジオパーソナリティ)
- 2019年9月 - 12月 FMカオン・アシスタントパーソナリティー(研修生)
- 2020年1月 - 4月 FMカオン
  - 県央ラジオ842（毎週木曜日 生放送 10 時~12 時 担当）
- 2020年5月 - 現在 FMカオン
  - 県央ラジオ 842（毎週木曜日 生放送 10 時〜12 時 担当）
  - ホッとタイム（生放送 13 時〜15 時 担当）
- 2024年8月1日 -2025年3月 FMカオン
  - 笠原涼二と森脇和成の爆走劇場-今夜は俺らについてこい- （毎週木曜日 22 時〜23 時）ゲスト:DEEN(山根公路さん、侑音さん[54])[55]、神取忍さん[56]、他)アシスタント担当

## インタビュー
- 2020年〜現在
- 県央の輪 (FMカオン)- コーナーでのインタビュー、226 人
- ホッとタイム(FMカオン) - インタビュー、寒川町・伊勢原市在住の 256 人(2025 年 7月 17日現在、更新中)[57]。

- 2022年1月1日 - 寒川町 町長インタビュー 新年のご挨拶[58](FMカオン)
- 2022年7月10日 - 大河ドラマ鎌倉殿の 13 人スペシャルトーク in 寒川(FMカオン)
  - 梶原景時 役 中村獅童さん[59][60](※注釈 4)
- 2023年1月1日 - 寒川町 町長インタビュー 新年のご挨拶[61](FMカオン)
- 2024年1月1日 - 寒川町 町長インタビュー 新年のご挨拶[62](FMカオン)
- 2024年10月上旬 - 笠原涼二と森脇和成の爆走劇場-今夜は俺らについてこい- in 九重部屋(FMカオン)
  - 九重部屋 千代大海親方[63][26](※注釈 3)
  - 九重部屋 千代丸関[26]

## 作家活動

### 審査員
- 2025年2月 -『the詩人大賞』特別審査員[64]

## 著書
- フロリダ久美(著) 第7回クリエイティブメディア出版 - 出版大賞 優勝賞受賞 「人生は夢マラソン」[3]（ISBN-10-4904420268、ISBN-13-978-4904420263）